# 加来镇
加来镇是中华人民共和国海南省临高县下辖的一个镇。
原为海南农垦下属的加来农场，2013年12月移交临高县管理。

## 行政区划
加来镇下辖以下村级行政区划单位：
国营加来场部社区、加来村、大尧村、兰奇村、古里村、山凤村、平乐村、和浪村、美积村、沧浪村和兰联村。